# Kanchikudicharu
Kanchikudicharu är en administrativ by i Sri Lanka. Den är belägen i provinsen Östprovinsen, i den sydöstra delen av landet, 210 km öster om huvudstaden Colombo.
Savannklimat råder i trakten. Årsmedeltemperaturen i trakten är 25 °C. Den varmaste månaden är augusti, då medeltemperaturen är 28 °C, och den kallaste är januari, med 22 °C. Genomsnittlig årsnederbörd är 1 990 millimeter. Den regnigaste månaden är december, med i genomsnitt 570 mm nederbörd, och den torraste är juli, med 34 mm nederbörd.